# Лейнстерська книга
Лейнстерська книга (ірл. Lebor Laignech), раніше відома як Нугавальська книга (Lebor na Nuachongbála) — середньовічний ірландський рукопис, написаний близько 1160 року. Зберігається в дублінському Триніті Коледжі.

## Опис

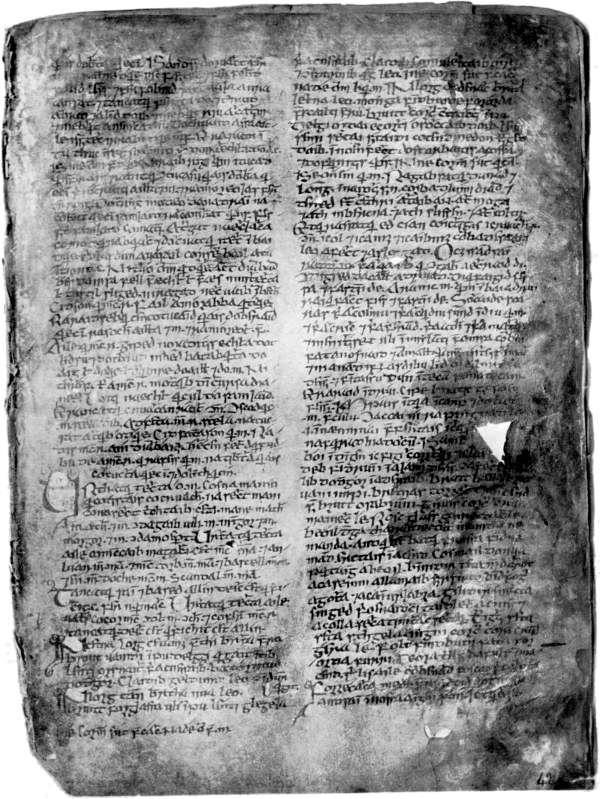
55-а сторінка (факсиміле), XVII століття.

У манускрипті 187 аркушів, розміром 13 на 9 дюймів (33 на 23 см). Примітки до книги підказують, що ще 45 аркушів було втрачено.
Рукопис одним з найважливіших джерел середньовічної ірландської літератури, генеалогії та міфології. Він містить, крім іншого, такі тексти, як «Книга захоплень», найповнішу версію «Викрадення бика з Куальнге», «Старину місць» і адаптований переклад ірландською мовою «De excidio Troiae Historia».

## Автор
Очевидно, це робота одного писаря / упорядника — Аед Уа Крімтайнна. Згідно з анналами, занесеними в манускрипт, можна зробити висновок, що він був написаний між 1151 і 1201 роками, причому основна частина роботи завершена, швидше за все, в 1160-і роки.